# 首都医科大学附属北京世纪坛医院
首都医科大学附属北京世纪坛医院，加挂北京铁路总医院牌子，位于北京市海淀区羊坊店街道铁医路10号，是首都医科大学附属的一所三级甲等综合医院，同时也是首都医科大学肿瘤医学院，北京大学第九临床医学院。

## 简介
北京世纪坛医院毗邻北京中华世纪坛，位于北京西客站北侧。其前身为创建于1915年4月的“京汉铁路医院”，当时位于王府井康家胡同，1922年改称京汉铁路北京总医院，1928年6月28日更名为平汉铁路总医院。1934年，原北宁路前门车站诊疗所改建为前门打磨厂分院（现西打磨厂179号院）。1937年日军占领平汉铁路后将平汉铁路总医院改称“北京保健院”，王府井院址仅对日本人开放，中国铁路职工只能去打磨厂胡同分院（运输工人部）就诊。1945年11月，医院更名为平津区铁路管理局铁路总医院，1946年又更名为北平铁路总医院。
1948年6月，医院迁至佟麟阁路，1949年9月1日划归铁道部卫生局，中华人民共和国成立后改称北京铁路总医院，1953年4月9日移交北京铁路局并改称“北京铁路局中心医院”，1958年8月迁至羊坊店木楼村现址，同年秋季成立北京铁道医学院，铁路医院也成为其附属机构。
1962年3月23日，北京铁道医学院改由中华人民共和国铁道部领导，其附属医院也改为“铁道部铁路总医院”。1966年文化大革命爆发后，北京铁道医学院被撤销，铁路总医院改由铁道部卫生局管辖。1972年铁道部并入交通部后，医院一度改称“交通部北京铁路医院”，1975年恢复铁道部建制后称“铁道部北京铁路医院”，1980年1月更名为“铁道部北京铁路总医院”，1989年通过全国首批三级甲等医院评审，1994年被世界卫生组织授予“爱婴医院”称号，1996年建成新门诊楼，1999年9月被中华人民共和国卫生部授予“全国百佳医院”称号。
随着铁路卫生系统改制，医院于2004年6月11日由中华人民共和国铁道部移交北京市人民政府，由北京市卫生局管理。2005年1月1日，正式更名为“北京世纪坛医院”。2011年1月1日，更名为“首都医科大学附属北京世纪坛医院”。

## 医疗科室[13]

### 重点学科
- 肿瘤内科
- 中医科
- 变态反应科
- 肥胖与代谢病中心
- 肝胆肿瘤外科
- 腹膜肿瘤外科
- 消化内科
- 医学检验科

### 重点发展学科
- 心血管内科
- 介入治疗科
- 妇产科
- 血管外科
- 胃肠肿瘤外科
- 神经与精神科
- 脊柱外科
- 呼吸与危重症医学科
- 药剂科

### 特色学科
- 淋巴外科
- 干部综合科（老年医学科）
- 麻醉中心
- 日间手术中心
- 神经外科
- 耳鼻咽喉头颈外科

### 其他科室
- 肿瘤营养与代谢中心
- 乳腺外科
- 放射治疗科
- 血液内科
- 淋巴肿瘤科
- 肾脏内科
- 内分泌科
- 风湿免疫科
- 胸部外科
- 心脏外科
- 泌尿外科
- 关节外科 骨肿瘤科
- 矫形外科
- 整形美容外科
- 儿科
- 眼科
- 口腔科
- 皮肤性病科
- 急诊科
- 重症医学科
- 核医学科
- 感染科
- 中医肛肠外科
- 全科医学科
- 输血科
- 普通放射科 CT室
- 磁共振室
- 超声科
- 病理科
- 临床营养科
- 健康体检中心
- 社区医疗中心
- 康复医学科
- 新生儿科
- 特需医疗部